# Брегони

Давній символ Ірландії – ірландська арфа.

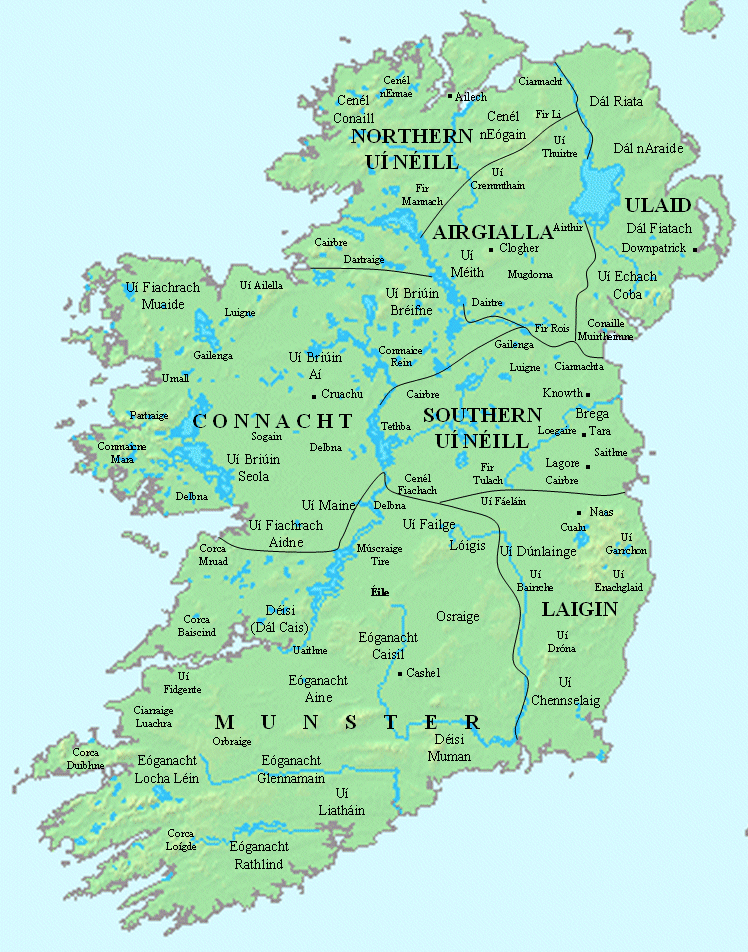
Племена, королівства, найбільші клани в Ірландії в ранньому середньовіччі біля 800 року.

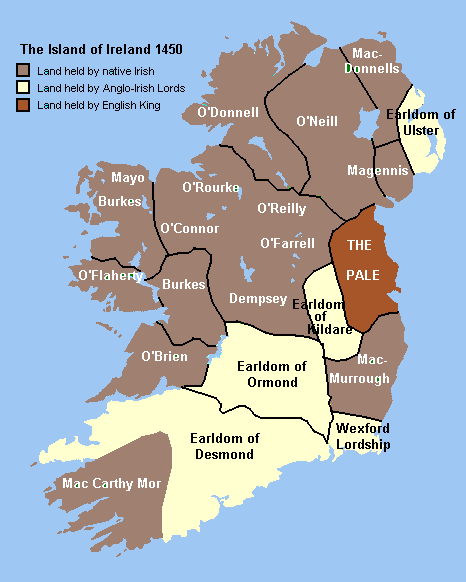
Ірландія в середні віки. Показані англійські володіння, володіння графів Ормонд та Фіцджеральд, володіння незалежних ірландських кланів та королівств.

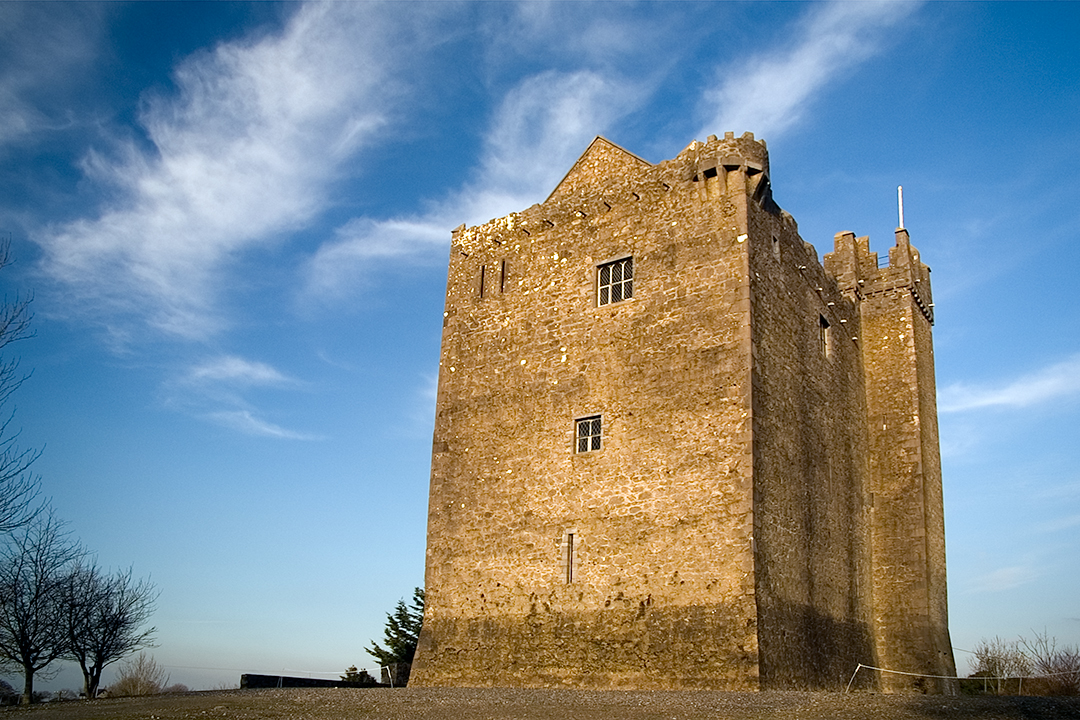
Замок Редвуд у графстві Тіпперері, яким володів клан Мак Еган. Замок служив школою ірландського права, де готували брегонів.

Брегони або Брехеви (англ. – brehon, ірл. – breitheamh) – судді в давній Ірландії (до англо-норманського завоювання 1171 року), що складали особливий суспільний стан і вершили традиційний суд (так званий суд брегонів) згідно традиційних ірландських (ширше кельтських) законів. Брегони були частиною системи раннього ірландського права, були судовою владою в Ірландії поруч з владою королів – вождів кланів (рі) та владою жерців – друїдів в часи до прийняття християнства. Закони брегонів і суд брегонів практикувались в Ірландії і після англо-норманського завоювання – на територіях, що були непідвладні короні Англії. Англійський уряд неодноразово видавав постанови, що забороняв суд брегонів. 

## Історія брегонів
Правова система в давній і середньовічній Ірландії походить з часів залізного віку. Відома як закони брегонів, розвинулася на основі звичаїв, які усно передавалися від одного покоління до іншого. Закони брегонів здійснювалися так званими брегонами – суддями. Функціонально вони були схожі на суддів в сучасному розуміння, але їхня роль була ближчою до арбітрів. Їхнім завданням було збереження та тлумачення традиційного звичаєвого закону ірландців [1].
В історії Королівства Дублін був епізод, коли ірландці відвоювали місто і це королівство у скандинавських вікінгів після битви біля Тари. Дублін був офіційно заснований у 988 році, коли скандинавський король Глуніарн вперше визнав Маела Сехнайла мак Домнала Верховним королем Ірландії, він також погодився платити податки та прийняти закони брегонів. У 1988 році місто відсвяткувало своє тисячоліття. Незважаючи на те, що ця подія розглядалася як перше зареєстроване заснування міста, існують докази інших поселень на річці Ліффі до цієї події, одне з яких пов’язане з вікінгами і мало назву Діфлін, а інше з ірландськими ватажками і мало назву Балє Аха Клях (Місто Біля Броду) [2]. 
Мегалітична споруда є в Ратфарнгемі, графство Дублін, відома як Крісло Брегона або Стіл Друїда. Вважається, що в доісторичні часи тут відбувався легендарний суд над одним друїдом.
Брегони стародавньої Ірландії були мудрими людьми, які запам’ятовували та застосовували закони для вирішення суперечок між різними кланами або між окремими людьми. Деякі брегони належали до певних кланів, їм виділялася частина землі для користування і ведення господарства. Інші брегони жили самостійно і заробляли собі на хліб виключно своєю професією. Вони були визнані професійним класом чи суспільним станом, окрім вождів кланів, друїдів і бардів, володіли за звичаєм своїм статусом, значною мірою спадково [3]. Термін «бард» пов’язаний із кланом поетів зі стану брегонів, який називали Мак Бард (ірл. - Mac an Bháird) - Син барда. Вони були одними з нащадків стародавніх племен Согайн (ірл. -  Soghain) у королівстві Уі Майн [4]. 
У стародавній Ірландії брегони, як один із провідних станів суспільства, брали участь у події, яка відбувалася кожні три роки під час свята Самайн (Савунь), відома як Фейш Темрах (ірл. - Feis Teamhrach) – Свято Тари у Домі Бенкетів (ірл. - Teach Moidhchuarta) на Пагорбі Тари. У доісторичні часи ці збори також спочатку називалися Аонах. Це був загальнонаціональний захід з метою вирішення будь-яких регіональних суперечок щодо прав на титули і власність, землі та привілеї. Ці питання вирішувались законодавцями – брегонами, а всі літописи та хроніки ретельно записувались Ард Олламами (Високими Співцями) до офіційних документів. Ці події стосувались дуже раннього періоду історії Ірландії – до 560 року нашої ери, коли остання така асамблея була проведена верховним королем Ірландії Дермотом Мак Фергусом [5] [6].
Щоб стати брегоном необхідно було довго вчитися. Підготовчий курс навчання тривав близько двадцяти років. Закони брегонів спочатку існували у поетичному вигляді у віршованій формі для сприяння запам’ятовуванню. Брегони несли відповідальність за збитки, якщо їхні рішення були неправильними, незаконними чи несправедливими. Коли один брегон виніс рішення щодо поданої йому справи, апеляція до іншого брегона такого ж рангу не могла бути подана; але могла бути апеляція до суду вищої інстанції, якщо апелянт надав забезпечення справі [3]. Ранжування брегонів ґрунтувалося на їхніх навичках і на тому, чи вони знали всі три складові права: традиційне право, поезію та (додане пізніше) канонічне право.
У дохристиянській середньовічній Ірландії записи законів брегонів належать до найдавніших письмових рукописів. Законами брегонів займалися судді, що отримували це право по спадковості, і були відомі також як барди або філіди (професійні поети), які передавали закони, легенди, міфи усно з покоління в покоління. Найвищий титул брегонів і філідів називався Оллам – свого роду доктор права і літератури і прирівнювався по статусу до Верховного короля Ірландії або Ард Рі [7]. 
У донормандські часи саме король виносив рішення, коли це було необхідно, після декламації застосовного закону та поради від брегона.
Незважаючи на те, що закони брегонів походять з усної історії права, прийнято вважати, що закони брегонів ввели в дію перший закон про авторське право стосовно письмового тексту у світовій історії права. Близько 561 року нашої ери між святим Колмкіллом і святим Фініаном виникла запекла суперечка щодо авторства рукопису під назвою «Псалтир святого Ієроніма». Незважаючи на прийняття закону королем, кривавий конфлікт все одно відбувся, і став відомий як битва біля Кул-Дреймне або Війна Книг, що призвела до загибелі багатьох людей [8] [9].
Одним із головних обов’язків брегонів були записи генеалогії людей та кланів. Одним із найвідоміших брегонів, пов’язаних із записом генеалогії, були брегони з клану Мак Фірбісіг (ірл. - Clan Mac Fhirbhisigh). Дувалтах Мак Фірбісіг (ірл. - Dubhaltach Mac Fhirbhisigh) створив книгу "Левар на н-Генелах" (ірл. - Leabhar na nGenealach), а також скорочену її версію "Кумре на н-Генелах" (ірл. - Cuimre na nGenealach) і "Велику Книгу Лекана". Генеалог також називався староірландською Шенхайде або Шенахі (ірл. – Seanchaidhe). Основна одиниця суспільства відповідно до права брегонів у стародавній Ірландії визначалась як Дербфайн або «Справжня родина» [10]. Іншими відомими брегонами, що займались генеалогією були люди клану О’Клейріх (ірл. - Ó Cléirigh), такі як Міхел О’Клеріх (ірл. - Mícheál Ó Cléirigh), автор книги «Літопис Чотирьох Майстрів».
У 2000 році суперечливий ірландський юрист Вінсент Салафія заснував проект права брегонів, щоб сприяти академічному вивченню права брегонів. Курси були створені, щоб допомогти фінансувати переклад ранніх рукописів ірландського права та зробити вивчення давнього ірландського права доступним для академічних наук [11] [12] [13].
Кілька десятків родин ірландців були визнані спадковими родами брегонів.

## Айслінгова поезія
У межах бардської традиції протягом XVII століття розвинувся поетичний жанр, відомий як айслінг, це була політична форма поезії, заснована на видінні чи сні, вірші незмінно включали відвідування жіночої фігури, яка іноді несла повідомлення чи пророцтво і символічно представляє Ірландію. Перший повністю сформований айслінг був написаний поетом Едаганом О’Рахалле (ірл. - Aodhagán Ó Rathaille), що був родичем брегонів, які мали звання Оллам і служили клану Мак Кархаг Мор (ірл. - Mac Cárthaigh Mór). Едаган О’Рахалле відвідував одну з останніх бардських шкіл у Кілларні. У XVII столітті англійська влада остаточно заборонила і розігнала всі школи бардів. В ірландській літературі стиль Айслінг  замінив стиль Дан Дірех (ірл. - Dán Díreach), старіший стиль поезії, якому прийшов кінець із знищенням ірландської мови та ірландських традицій. Едаган О’Рахалле був містком між старим світом, у якому він отримав освіту, і новим, у якому не було місця професійному поету. Едаган О’Рахалле писав новими метрами, але зберіг настрої попередньої епохи [14] [15]. 
Інші відомі форми айслінгової поезії у стилі музичної лірики в ірландській історії та культурі включають Ройшін Дув (ірл. - Róisín Dubh), Мна на г-Ерінн (ірл. - Mná na hÉireann), Айслінг Енгусо (ірл. - Aisling Óenguso) - Сон Оенгуса, де у своєму сні Енгус бачить найкрасивішу жінку в Еріу, що стоїть поруч біля його ліжка, «Пісня про мандрівного Енгуса», де старий бачить, як срібляста форель перетворюється на мерехтливу дівчину перед тим, як зникнути, «Видіння Адамнана», де мовиться про те, що Кайн Адомнайн (Закон Невинних) був викликаний видінням Адомнайна або його матері, що наказуав йому захищати жінок і дітей. Ще один твір тих часів – «Айслінг Огфір» (ірл. - Aisling an Óigfhir) - «Мрія юнака», твір, що згодом вплинув на мелодію «Останньої троянди літа», деякі історики припускають, що цей твір ліг в основу мелодії, використаної для твору «Повітря Деррі». Твір «Мрія юнака» вперше опублікований в збірці Едварда Бантінга «Стародавня музика Ірландії» [16] [17] [18].

## Легенда про Лосося Знань (ірл. - An Bradán Feasa)
Риба лосось має важливе значення в ірландській міфології та фольклорі. Лосось Знання фігурує в оповіданнях в «Книзі Завоювань Ірландії» (ірл. - Lebor Gabala Erenn) та «Літописі Чотирьох Майстрів». 
В одній історії стверджується, що Фіонн Мак Камгайл, великий воїн, отримав великі знання або «фіос», поласувавши м’ясом лосося. Згідно з легендою, цей лосось з’їв ліщину, що оточувала Колодязь Сегайса. Цим вчинком лосось отримав усі знання світу. У свою чергу, той, хто першим з’їсть його м’ясо, отримає всі ці знання [19].
Лосось також міфологічно пов’язаний з кельтським потойбічним світом і оповіданнями про Сід. Символічно він може існувати у двох світах: один — це прісноводні річки, а також інший світ — це солона вода моря. Існує історія, згадана в «Літописі Чотирьох Майстрів» про Туана Мак Кайріла, який, як кажуть, жив за часів племені Партолона. Він мав надприродну здатність змінювати форму і перетворюватись в різних живих істот, остаточною формою був лосось, незадовго до того, як його з’їла дружина вождя на ім’я Кейріл, яка згодом знову народила його людиною. Він прожив кілька тисяч років у численних різних реінкарнаціях тварин і бачив їхніми очима прихід різних епох і різних загарбників протягом усієї історії Ірландії, аж до початку християнської ери. Він був відомий як «провидець» або сховище знань з історії Ірландії. Герой легенд Фінтан Мак Бохра (ірл. - Fintan mac Bóchra) також перетворився на лосося в місці, тепер відомому як Могила Фінтана біля озера Лох-Дерг, він прибув в Ірландію разом із першими поселенцями в Ірландії, Кессаірцями [20]. 

## Закони брегонів та рання ірландська церква (Келі Де - Céilí Dé)
Після хрещення Ірландії щодо давніх цивільних законів брегонів та дохристиянських звичаїв, було зроблено спроби асимілювати їх у християнство та давню церкву Ірландії, що була відома як Келі Де (ірл. - Céilí Dé).  Одним із прикладів такого поєднання язичництва та християнства в Ірландії є «хрест Бригіди» та міфи, пов’язані з ним, язичнецьке свято Імболк та язичницька богиня Бригіда, що потім раптом стала ірландською святою Бригідою християнства. Деякі святі ірландської церкви були виховані в язичницьких традиціях, перш ніж їх навернули до нової системи вірувань. На відміну від римської версії християнства, кельтська християнська релігія була під впливом природи та природного світу, багато найдавніших святих (лише згодом стали романізованими) були пов’язані зі Святими колодязями, пагорбами та деревами, що було традицією, яка походила від стародавнього поклоніння кельтським богам і богиням дохристиянського язичницького світу, прикладом є священий колодязь Клуті. 

## Абатство Таллахт
Таллахт (ірл. – Tallaght) ірландською означає «могильник», це був язичницький могильник людей, що згідно легенд загинули від чуми – могильник людей племені Парталон, що нібито зачелили Ірландію, а потім всі загинули від чуми, і Ірландія знову стала безлюдною. Для Ірландії це місце було настільки важливим, що монастир у Фінгласі називали «двома очима Ірландії». Святий Маел Руайн був засновником і настоятелем-єпископом монастиря Таллахт (графство Дублін, Ірландія). Він був учнем Енгуса Кулді, сина Енгобанна, короля Дал-н-Арайді. Монастир створив повний мартиролог ірландських святих Кулді та деяких неірландських святих у рукописі, відомому як Феліре Енгусо Келі Де (ірл. - Félire Óengusso Céli Dé) у монастирі Таллахт. Сьогодні церква святого Маела  Руайна стоїть на місці колишнього монастиря [21]. Кажуть, що Маел Руайн та Енгус були авторами тексту, що викладає правила життя для монахів ірландської церкви [22] [23]. Одна з найперших книг кельтського обряду, Стоуський місал, була написана в монастирі Таллахт незабаром після смерті святого Маеля Руайна, а потім перенесена анахоретом на ім’я Маел Дітруїб до монастирів Террігласс і Лорра [24]. Церковний гімн «Archangelum mirum magnum» приписується Маелу Руайну. Цей гімн прославляє святого Михаїла, чиє ім’я пов’язане із заснуванням монастиря Таллахт [25]. 